# Ilean Almaguer
Ilean Almaguer est une actrice mexicaine née le 20 décembre 1984 à Tuxtla Gutiérrez (Chiapas). Elle est connue pour son rôle de Patricia (Patty) Alarcón dans la telenovela Marina.

## Filmographie
- 2010 : El quinto mandamiento : Gabriela
- 2009-2010 : Atrévete a soñar : Catalina
- 2008 : La rosa de Guadalupe : Denisse
- 2007 : Mujeres X : Leona Vicario
- 2006 : Marina : Patricia Alarcón
- 1997 : Madame le Consul : Margarita